# Jerzy Strzelczyk
Jerzy Strzelczyk (* 24. prosince 1941 Poznaň) je polský historik – medievalista, profesor na Univerzitě v Poznani (Uniwersytet im. Adama Mickiewicza).

## Publikace
- Słowianie na południowym Pogórzu Harzu i na Złotej Niwie, Warszawa 1974,
- Brandenburgia, Warszawa 1975,
- Słowianie i Germanie w Niemczech środkowych we wczesnym średniowieczu, Poznań 1976,
- Historia starożytna ziem polskich: przewodnik metodyczny, Poznań 1976,
- Germanie i początki osadnictwa słowiańskiego na obszarze dzisiejszej Czechosłowacji, Poznań 1976,
- Nowa hipoteza o pochodzeniu Gotów, Poznań 1978,
- Słowiańszczyzna Połabska między Niemcami a Polską, Poznań 1981,
- Iroszkocki biskup w Salzburgu, problem Antypodów i "Kosmografia" Aethicusa z Istrii, Warszawa 1983,
- Goci – rzeczywistość i legenda, Warszawa 1984, ISBN 83-06-00654-2,
- Iroszkoci w kulturze średniowiecznej Europy Warszawa 1987, ISBN 83-06-01344-1,
- Mieszko I, Poznań 1992
- Bolesław Chrobry, Poznań 1999
- Otto III, Wrocław 2000
- W poszukiwaniu królestwa kapłana Jana, Gdańsk 2006, ISBN 83-89730-01-4,
- Chrystianizacja Irlandii, Poznań 2006, ISBN 83-7015-867-6,
- Zapomniane narody Europy, Wrocław 2006, ISBN 83-04-04769-1,
- Pióro w wątłych dłoniach. O twórczości kobiet w dawnych wiekach, Warszawa 2007, ISBN 978-83-7181-489-1
- Średniowiecze - jakie? Jak?, Poznań 2009, ISBN 978-83-89407-54-2
- Otton I Wielki, 2018